# بيتروس بوريل
بيتروس بوريل هو مترجم وصحفي وكاتب وشاعر وسياسي فرنسي، ولد في 26 يونيو 1809 في ليون في فرنسا، وتوفي في 14 يوليو 1859 في مستغانم في الجزائر. انتخب .

## وصلات خارجية
- بيتروس بوريل على موقع الموسوعة البريطانية (الإنجليزية)